# Јелена Билбија Лапчевић
Јелена Билбија Лапчевић (Црни Луг, 28. новембар 1902 — Београд, 8. август 1964) била је српска књижевница, преводилац, глумица, новинарка и спикерка. Њој је припала част да прва најави свечани почетак редовног емитовања програма Радио Београда. Била је први уредник часописа за децу Полетарац. Написала је више књига за децу.

## Биографија
Јелена Билбија рођена је 1902. године у Црном Лугу, општина Босанско Грахово, као једно од петоро деце (три ћерке и два сина) Милоша и Милке Билбије. У раном детињству се са родитељима преселила се у Београд, где је завршила учитељску школу. Студирала на Филозофском факултету у Загребу и истовремено похађала Државну глумачку школу, на којој је дипломирала 1928. године.
Године 1929. примљена је за спикера Радио Београда. У периоду после ослобођења наставила је да ради као спикер у Радио Београду, а касније је прешла у Филмске новости. У међувремену је писала књижевност за децу и 1947. године постаје главни уредник тек основаног часопису за децу Полетарац. Сарађивала је у више дечјих часописа.
Била је у браку са Дејаном Лапчевићем. Умрла је у Београду, 8. августа 1964. године.

## Каријера радио водитеља
Када је 24. марта 1929. године из зграде Српске академије наука и уметности почело редовно емитовање радио програма, част да најави тај свечани почетак припала је управо Јелени Билбији. Радио је прекинуо са емитовањем 6. априла 1941, током бомбардовања Београда, а када је, 10. новембра 1944. године, у ослобођеном Београду, поново почео са радом редовни програм Радио Београда Јелена Билбија је поново била први спикер. Послије Другог светског рата Јелена Билбија се интензивно посветила новинарској професији. Уживала је углед и популарност најбољег југословенског спикера, доприносећи афирмацији професије и обучавању младог спикерског кадра. Била је узор плејади талентованих радијских новинара, међу којима су Гордана Бонети, Драга Јонаш, Мића Орловић и Бранислав Сурутка. Пред крај живота Јелена Билбија је била саветник при оснивању Телевизији Београд.

## Књижевни и новинарски рад
Јелена Билбија је објавила шест књига приповедака за децу, којима се сврстала у сам врх књижевности за децу Краљевине Југославије. Њено ремек дело, Приче о селу и граду, уврштено је у редовну школску лектиру, а објављено је у тада најугледнијој издавачкој кући Геце Кона.
Када је 1947. године покренут пионирски месечник Полетарац, Јелена Билбија постаје први главни уредник овог часописа. Писала је и за Пионирске новине, часопис Жена данас, Књижевне новине и Политику.